# Gökçeli, Karakoyunlu
Gökçeli là một xã thuộc huyện Karakoyunlu, tỉnh Iğdır, Thổ Nhĩ Kỳ. Dân số thời điểm năm 2011 là 203 người.